# Thelotrema monospermum
Thelotrema monospermum är en lavart som beskrevs av R.C. Harris 1990. Thelotrema monospermum ingår i släktet Thelotrema och familjen Thelotremataceae.   Inga underarter finns listade i Catalogue of Life.